# Строешти (Мехединци)
Строешти (рум. Stroești) насеље је у Румунији у округу Мехединци у општини Флорешти. Oпштина се налази на надморској висини од 199 m.

## Становништво
Према подацима из 2002. године у насељу је живело 195 становника, од којих су сви румунске националности.